# 第一次アキャブ作戦
第一次アキャブ作戦（だいいちじアキャブさくせん、英:First Arakan Campaign）は、太平洋戦争中の1942年末頃から1943年5月までの約5ヶ月間、主に大日本帝国陸軍とイギリス陸軍のあいだで起こった戦闘である。三十一号作戦、第一次アラカン作戦とも呼ばれる。結果は日本軍側の勝利。

## 背景

### 日本側の状況

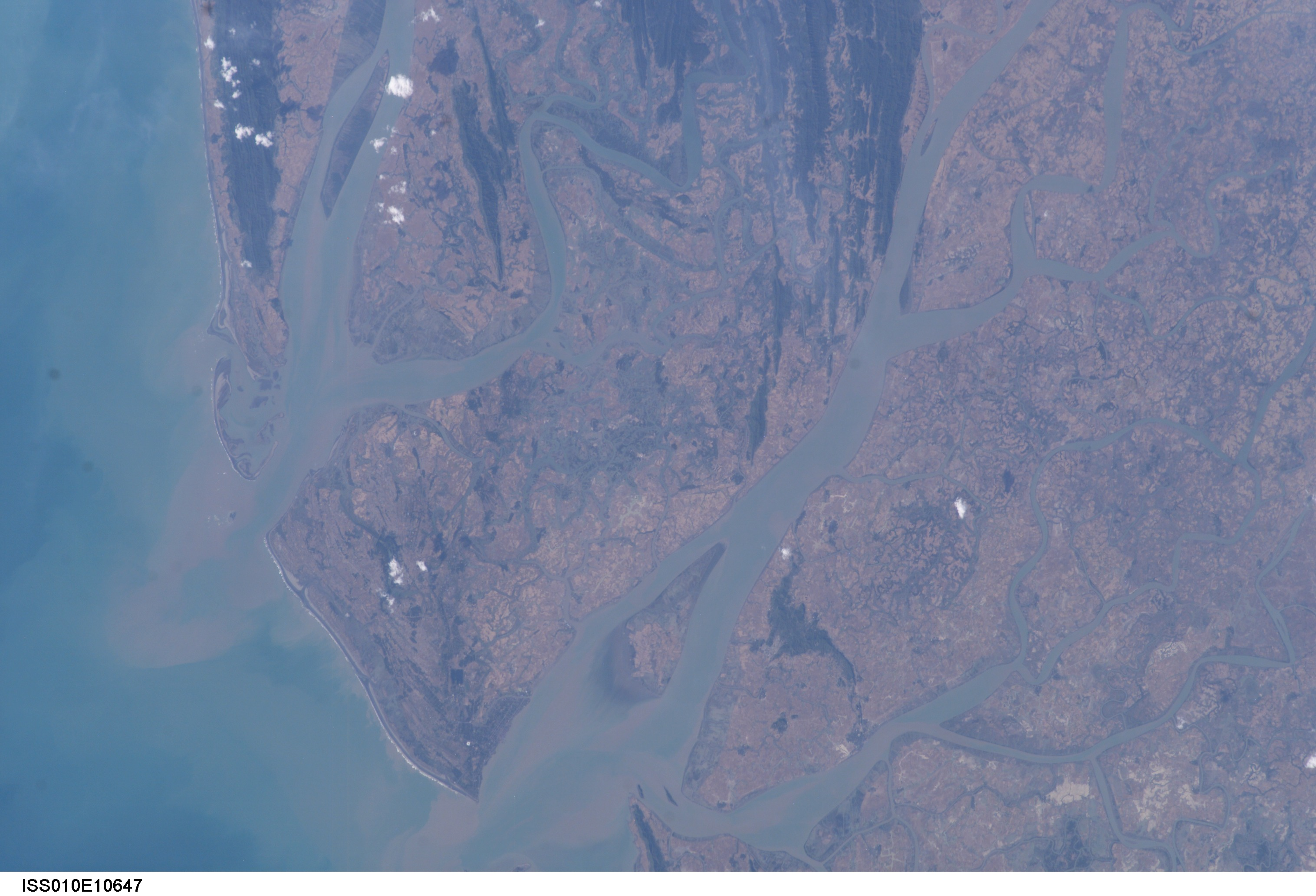
アキャブ（現シットウェー）上空からの衛星写真、左上がマユ半島

アキャブ(現在のシットウェー)は、インドとの国境に近く、さらにマユ半島を北上すれば、イギリス軍要衝チッタゴンを経由してアッサム州の鉄道にも通じるため、日本軍のインド侵攻の際にはその拠点になり得た。また、港湾施設に加えて、ビルマには珍しく広大な平地があるため数個の飛行場の建築が可能で、イギリスの要衝カルカッタへの爆撃が可能になるなど、軍事拠点としては極めて価値が高かった。日本軍もその重要性を認識しており、1942年1月4日より、司令官・飯田祥二郎陸軍中将率いる第15軍 (日本軍)を用いてイギリス統治下のビルマへの侵攻を行っていたが、その終盤に当たる5月には 第33師団（弓）の歩兵第213連隊第2大隊の1個中隊がアキャブを占領していた。ビルマ全土を制圧した日本軍は、その後一旦はビルマの防備を固めることとなり、アキャブにも第2大隊の主力（大隊長：砂子長太郎少佐）が進出、さらに第33師団長の桜井省三中将は歩兵第213連隊（連隊長：宮脇幸助大佐）の主力も進出させて防備を固めることとした。
大本営は希望的観測もあって、連合軍の反攻1943年（昭和18年）後半になると想定していたが、連合軍が意外にも早く敗勢を再建して反攻態勢を整えており、太平洋方面においては1942年8月にはガダルカナル島へアメリカ軍が侵攻し、ガダルカナル島の戦いで日本軍は苦戦を強いられていた。イギリス軍を駆逐したビルマにおいても1942年後半にはイギリス軍が戦力を整えつつあり、イギリス軍にとっても戦略的要衝であったアキャブ奪還の意志は強く、その意図を隠すこともなく喧伝していた。その喧伝を裏付けるように、チッタゴン方面へのイギリス軍増強の情報を大本営も掴んでおり、目下国境に向けて大部隊が進行中との情報も入っていた。そのため、大本営はビルマでの反攻も時間の問題と危惧しており、12月31日に開催されたガダルカナル島からの撤退を昭和天皇に上奏した御前会議において、参謀総長の杉山元大将が「ビルマに於いては、今後柔軟性を有する作戦指導をしようと思います」と奏上した。
これは、イギリス軍の反攻に対し、従来の国境を固守してイギリス軍に越境を許さないという方針は実現困難と大本営も考えており、戦況に応じては一部越境を許して、深くビルマ領内に迎え入れて後に殲滅を図るという方針に転換するという意味で、事前に「柔軟性」などと曖昧な表現で昭和天皇に奏上し、既定事実化するという意図での発言であったが、昭和天皇はこの杉山の意図に気が付き、御前会議では珍しく「柔軟性の意義を詳述せよ」と命じた。やむなく杉山が大本営の意図を述べると、昭和天皇は総理大臣兼陸軍大臣の東條英機に対し「戦術的に敵の領内侵入を許すことは、政略的に見て適否果たして如何。ビルマの民心に悪影響及ぼすことなきや」とビルマ国民に対する影響の不安を述べたが、東條は「現下の戦局におきましては政略より戦略が優先致すものと考えております」と説明している。
大本営がこのような弱気な上奏をしたもの、日本軍はビルマにはわずか4個師団しか配置していなかったのに対して、イギリス軍は反攻に備えて12個師団まで兵力を増強しており、ビルマの日本軍が取り囲まれつつある現状を認識していたからであった。大本営は2個師団の増援を計画したが、増援が到着する前にイギリス軍の反攻が開始される可能性が高まった。そしてアキャブを含む西部海岸地域についても、チッタゴンからイギリス軍の1個師団半が国境に迫っているのに対して、日本軍は第213連隊のわずか1個連隊だけであった。この戦力差では、イギリス軍を国境で撃退するのは困難であり、大本営の上奏通りイギリス軍を内部に迎え入れて戦う必要に迫られた。そのため、宮脇は連隊主力を国境に近いプチドン、マウンドーに配置していたが、アキャブまで連隊主力を後退することとし、その前のマユ半島の南端に近いラテドン、ドンベイク（donbaik）に一部兵力を置いてアキャブの前衛とした。この配置転換によってマユ半島の殆どの守備が放棄され、アキャブ近郊の防衛に全力が注がれることとなった。

### イギリス側の状況

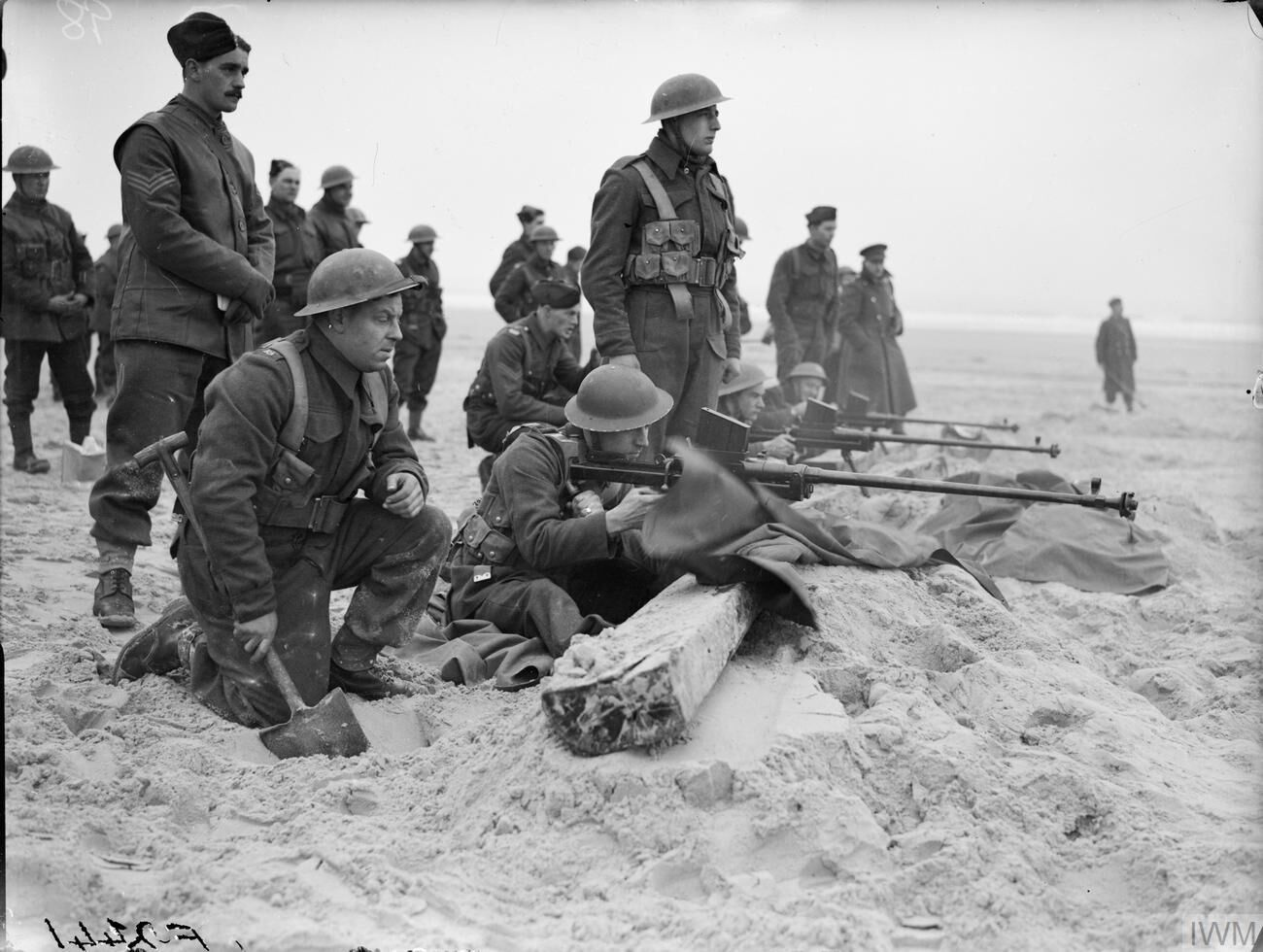
フランス戦線におけるイギリス第6歩兵旅団

ビルマから一旦は駆逐されたイギリス軍であったが、インド軍最高司令官アーチボルド・ウェーヴェル (初代ウェーヴェル伯爵)元帥は1942年4月にはビルマ奪還計画を練っていた。ラングーンを奪還するためには、内陸部を陸路で侵攻するよりは、ベンガル湾から水陸両用作戦で湾岸のデルタ地帯に侵攻し、そのままラングーンを目指すのがもっとも実現性が高いものと想定した。そのためには、港湾施設があり尚且つ広大な飛行場もあるアキャブ(現在のシットウェー)の攻略が必須であった。
作戦は第4軍団司令官からインド東部軍司令官に昇進していたノエル・アーウィン中将に命じられた。アーウィンはダイナモ作戦でダンケルクからの撤退戦の指揮を執るなど、軍隊指揮経験は豊富で頭脳明晰な将官ではあったが、自分が頭が良すぎる分自己中心的であり、部下を信頼することも思いやりもなく、兵士をあたかも労務者のように扱った。自分以外は信用できないため、指揮権限を分散できず、作戦の細かいところまで口を挟み、その遂行を任せることはなかった。
作戦はインド東部軍指揮下のイギリス第15軍団に命じられたが、軍司令官ウィリアム・スリム中将とアーウィンとは全く馬が合わず、アーウィンはスリムを乱暴に扱った。スリムも負けじと「私がこれから赴任する司令部の将校（アーウィン）が、こんなに私に無礼な人だとは思っていなかった」と食って掛かると、アーウィンも「私が無礼だなんてことはない。私が君の上官なんだぞ」と応酬した。そのため今回の作戦については、アーウィンはスリムに対して、軍の立て直しや行政活動に注力するように命じて作戦指揮から外し、自ら作戦指揮を執ることとした。この決定はアーウィンの責任分野を拡大するもので、まともな作戦指導ができないのではないかという懸念もあったがアーウィンは強行を決断した。このように作戦指揮権で問題を内包した状態での作戦強行となった。
イギリス第15軍団には第14インド歩兵師団と第26インド歩兵師団の2個師団があったが、第26インド歩兵師団は訓練と輸送力が不足していたため、作戦投入は困難と判断されて第14インド歩兵師団のみの投入となった。作戦計画では第14インド歩兵師団を陸路の海岸沿いを進行してマユ半島を蹂躙し、半島南端に達したところで対岸のアキャブ島に、水陸両用作戦の訓練を受け、専用の装備も有するイギリス第29歩兵旅団が敵前上陸作戦を敢行してアキャブを攻略するという計画であったが、イギリス第29歩兵旅団がマダガスカルの戦いでの作戦直後で準備が間に合わず、結局はイギリス第6歩兵旅団が代わりに投入されることとなった。しかしイギリス第6歩兵旅団はそのような訓練も装備もなく、スリムがどうにか旧式の外輪船も含めて船舶や舟艇をかき集めたが、即興の作戦の感は否めなかった。
アキャブ奪還作戦はウェーヴェルから「カニバル（食人種）」と禍々しい作戦名が付けられたが、実態は厳しいもので、ビルマに入ってからの補給路については、どうにかジープが走れる程度の道路しかなく困難が予想されていた。そこでアーウィンは輸送機による空輸を考えてウェーヴェルに輸送機の増強を要請したが、「イギリスでは（輸送機を）全く生産していない」「アメリカでも供給が不足しているようなので見通しは明るくない」と早急な増強は困難との見通しが示された。後年、イギリス軍のビルマ奪還に大きく寄与する輸送機による空輸であったが、この時点においては輸送機の供給不足から実現することはできなかった。このようにアーウィンは戦力面でも補給面でも懸念を抱えていたが、作戦は見直されることはなく、1942年の年末には、ウィルフリッド・ルイス・ロイド少将率いる第14インド歩兵師団は、インドのコックスバザールを出発し、第47インド歩兵旅団を先頭にして、マユ半島をアキャブに向けて進撃していた。

## 地理

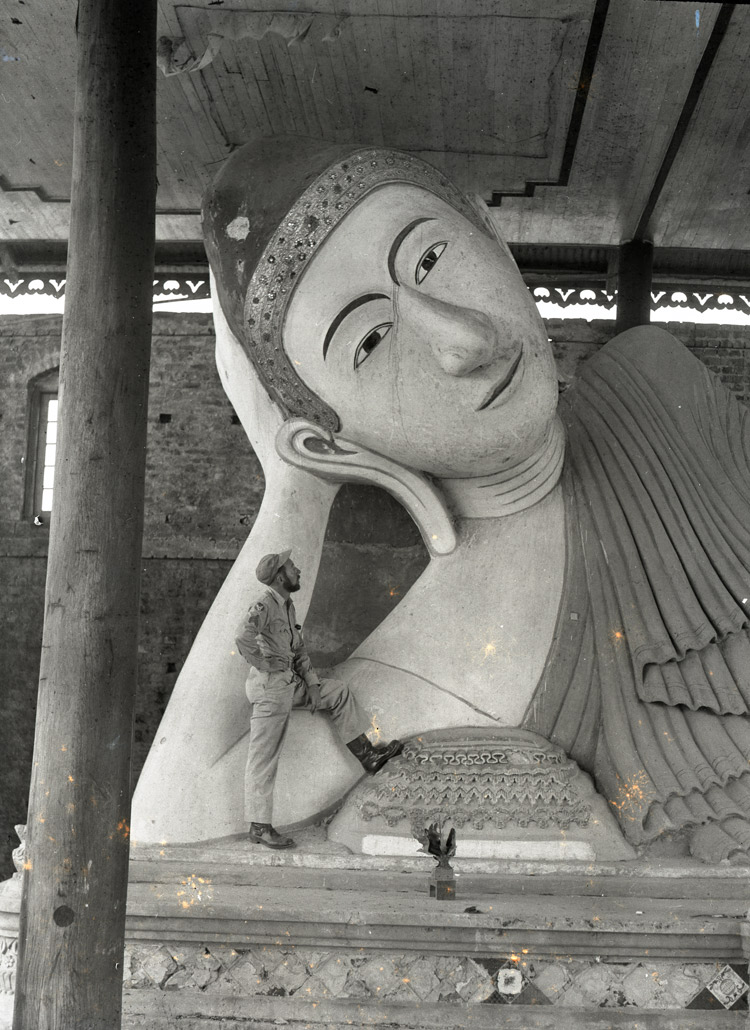
アキャブの涅槃仏像

アキャブ(現在のシットウェー)は現ミャンマーのラカイン州の町で、ベンガル湾の沿岸付近、南緯20度・東経92度56分に位置する。中にカラダン川が通っていて、ベンガル湾沿岸に近く、インドとミャンマーの国境線付近である。アキャブ一帯はビルマでも有数の米作地帯で、灌漑用水が網の目の様に張り巡らされており、住民の交通手段は小舟となっていた。そのため、大軍の移動が大きく制限された。また、アキャブは「アキャブ島」と呼ばれ島嶼扱いされることもあったが、実際は灌漑用水や河川に遮られているだけで陸続きであった。また、アキャブ一帯は世界でも屈指の多雨地帯であって、雨季に入ると地面は泥濘と化して交通は途絶してしまった。ビルマ内陸部からアキャブまで通じるまともな道路は存在せず、もっぱら水路に頼るほかないが、マユ半島には未整備ながらも道路があることと、干満の差が激しいため、干潮時には砂浜を通って戦車や装甲車などの通行も可能であった。そのため、インドからの進攻路としては、マユ半島を南端まで陸路進撃して、そののち海路で対岸のアキャブに上陸するのが最も最短距離であった。従って両軍にとって重装備の兵力移動には多数の舟艇が不可欠であり、大きな作戦の実施は困難な地形であった。

## 戦闘の経過

### イギリス軍の進撃

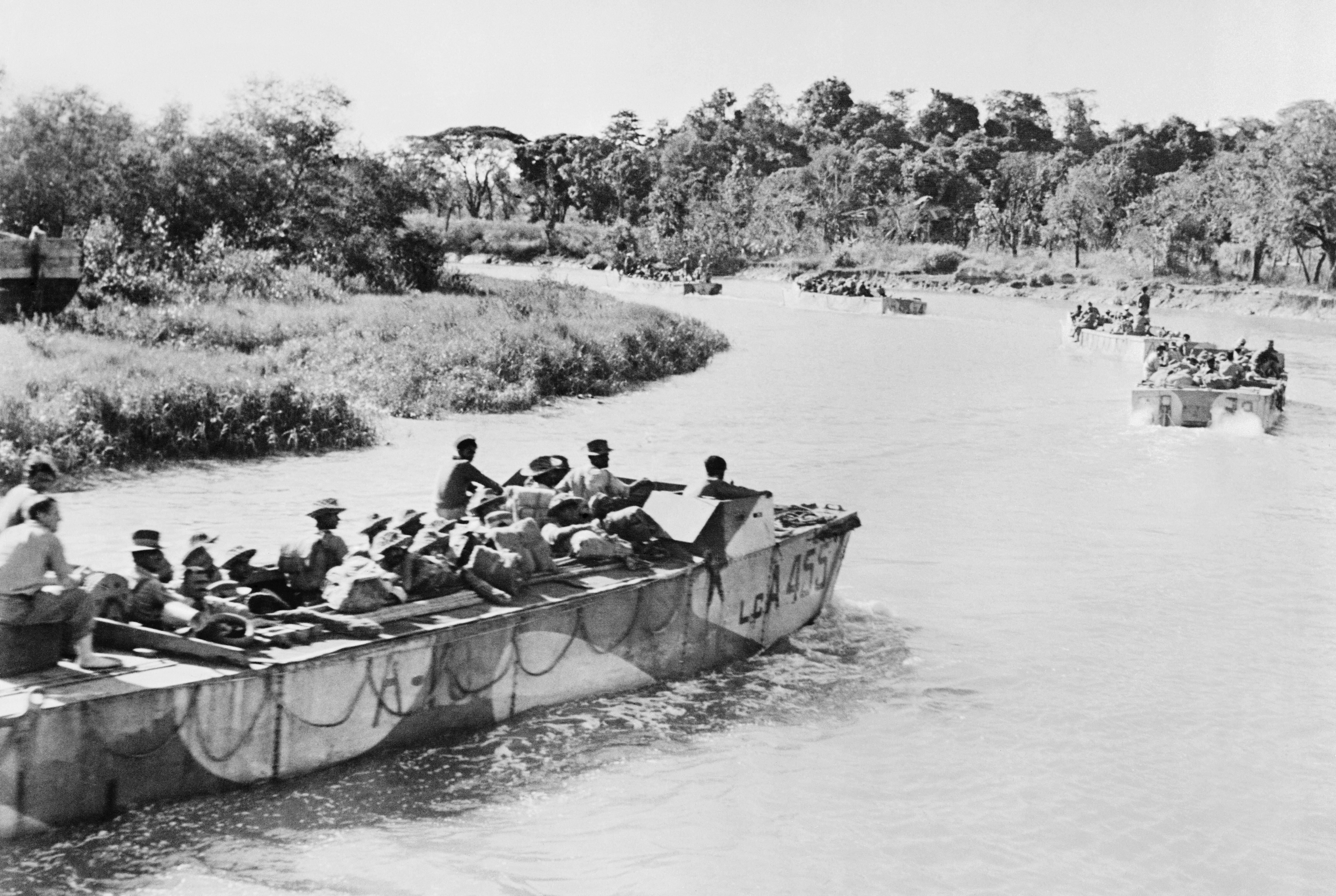
カラダン川の支流を舟艇に搭乗して進軍するイギリス軍

1942年年末には第14インド歩兵師団は国境を越えて日本軍が撤退したプチドンとマウンドーを占領し内外に大きく喧伝していた。その後もマユ半島の南下を続けて、1月の第1週までには師団の斥候がアキャブが望めるマユ半島の最南端のファウル岬まで到達した。ここまでの第14インド歩兵師団の進撃も決して順調なものではなく、補給路を心配したアーウィンは攻撃開始までにその整備をロイドに命じていたが、それはとても困難な仕事で、計画通りに道路工事が進むことはなく、当初1942年12月2日に予定していた作戦開始を後ろ倒しにせざるを得なくなった。その後、一部海路を利用することによってどうにか補給路を確保できたと思われたが、12月7日に大雨が降って折角構築した補給路が全て塞がってしまっため、その再整備に時間を要して進撃開始できたのは12月17日となった。
第213連隊長の宮脇はイギリス軍の接近を知ると、アキャブ防衛の前衛としていたラテドンとランチャンには第213連隊第3大隊長伊藤振作少佐を指揮官とする2個大隊を派遣した。さらにドンベイクにも渡辺貞夫中尉が率いる第11中隊を主力とする混成中隊を送って警戒線を強化することとした。1943年1月4日、この混成中隊と前進してきた第47インド歩兵旅団の第8パンジャブ連隊第5大隊とが接触して戦闘が開始された。混成中隊は指揮官の渡辺が戦死したもののイギリス軍を撃退し、ドンベイクに達することができ、この後ドンベイクを巡っての激戦が繰り広げられることとなる。

### ドンベイクの攻防戦

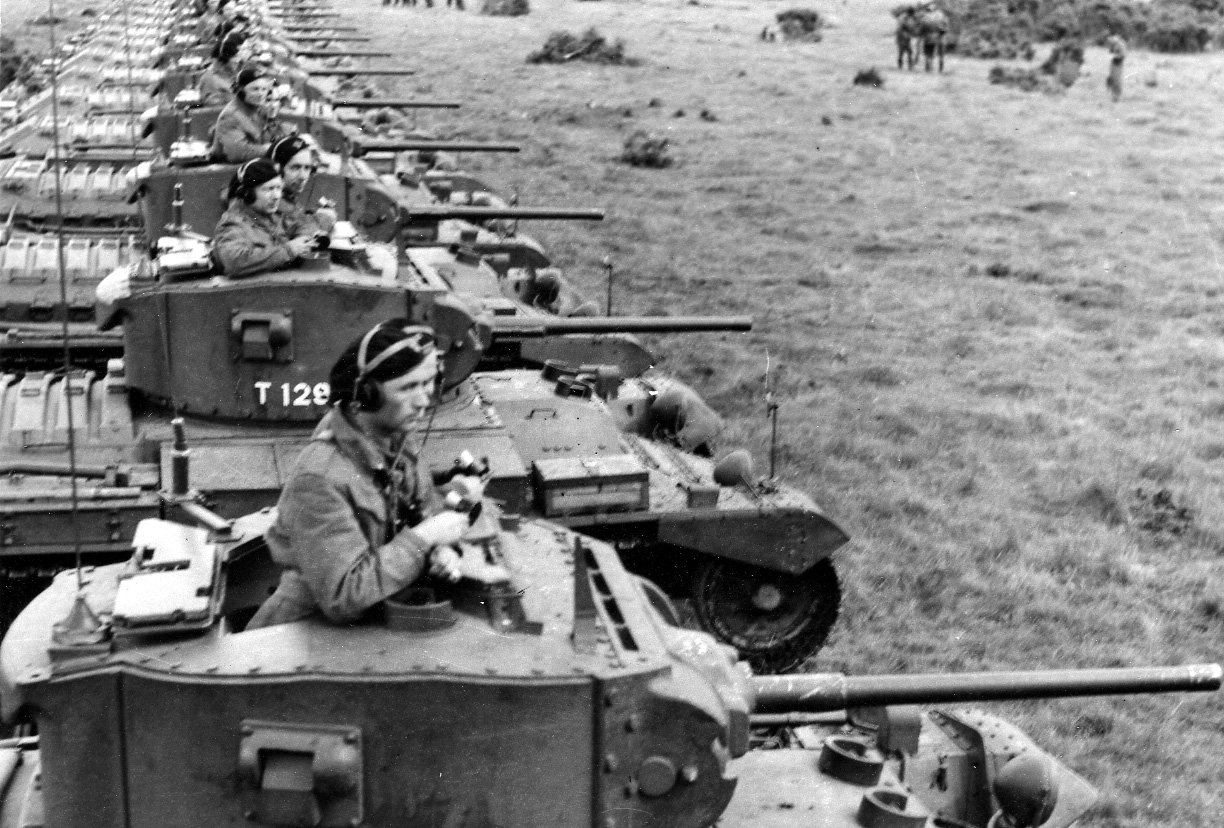
作戦に投入されたバレンタイン歩兵戦車

渡辺戦死後は浅野源二郎少尉が混成中隊の指揮を執りドンベイクを防御することとなった。陣地はイギリス軍の侵攻前に連隊長の宮脇自ら偵察して決めたドンベイクの北2kmの地点であり、左はベンガル湾、右は急峻なマユ山系が迫り、進撃路が狭隘となる地形であった。しかしベンガル湾の干満の差は激しく、干潮時には固まった砂浜を通って陣地の側面に回り込まれる懸念があった。そこで宮脇は陣地構築に工夫を凝らした。それは天然素材を活用した掩体壕であり、地中を深く掘って設置されて、外壁は土と木材で15cmもの厚さがあった。そのため砲弾の直撃にも耐え、イギリス軍はコンクリート製のトーチカと誤認していたほどであった。この掩体壕には最大20人の兵士が収容でき、また掩体壕は互いに射線で援護しあっており、攻撃するイギリス軍は常に複数の掩体壕から射撃を浴びることとなった。
宮脇は、ドンベイク守備隊に「如何なる犠牲を払っても之を死守せよ」と厳命した。第15軍はイギリス軍侵攻開始をもって援軍をアキャブに急派する予定であったが、その進出未了にイギリス軍にドンベイクを突破されてアキャブを占領されたら、一気に首都ラングーンが脅かされる懸念が高まるからであった。ドンベイク守備隊は宮脇の期待に応えて陣地を守り続け、1月7日には第47インド歩兵旅団の中隊規模の攻撃を撃退、翌日8日には大隊規模で攻め込んできたがこれも撃退、9日にはついにロイヤルイニスキリング連隊の1個連隊で攻撃してきたが、これも撃退し100人以上の遺棄死体を確認した。
捗らない前進に業を煮やしたウェーヴェルとアーウィンがロイドのもとを訪ねて、ドンベイク奪取の至上命令を出したが、そこでロイドが戦車の投入を要請したところ、ウェーヴェルとアーウィンは第50インド戦車旅団から戦車の派遣を約束した。しかし、地形的に多数の戦車投入は困難と判断され、2個小隊わずか8輌のバレンタイン歩兵戦車の投入が決まった。アーウィンから作戦指揮を外されていたスリムであったが、この決定を聞くと「戦車は使う量が多いほど失う数は少ない」として、少数での戦場投入に反対し、第50インド戦車旅団長ジョージ・トッド准将と共に、地形的にも支障はなく旅団全戦力を投入すべきと意見を述べたが無視された。しかし、このスリムの懸念は的中することとなる。
日本軍のドンベイク守備隊の指揮は、1月27日より第213連隊第3大隊長の伊藤が執っておりさらに陣地の強化に努めていた。入念に構築してた掩体壕もイギリス軍の猛砲撃で埋没していたため、伊藤は敵の砲撃を誘引する偽装陣地を多数構築させて砲撃を分散させた。また、伊藤は兵力が圧倒的に勝る敵に対して「刺殺防御の剣法」を唱え、日本兵1人でイギリス兵10人を刺突することを徹底した。2月1日にはこれまでの第47インド歩兵旅団に代えて、第55インド歩兵旅団を新たに投入し、バレンタイン歩兵戦車8輌の支援をつけてドンベイク陣地を攻撃した。まずは1時間あたり500発という入念な支援砲撃を浴びせたのち、歩兵がバレンタイン歩兵戦車とブレンガン・キャリアに支援を受けて進撃してきた。
偵察が不十分であった戦車隊は、日本軍の陣地に達する前に2輌が溝にはまって行動不能となり、他の戦車が煙幕を張ってはまり込んだ2輌の戦車を隠そうとしたが、そのうち小隊長車も溝にはまってしまい、そこを日本軍の砲撃に狙い撃ちされて砲手が戦死してしまった。苦戦する戦車小隊を別の戦車小隊が支援するため干潮の海岸沿いを進撃してきたが、日本軍の砲撃と、火炎瓶と九九式破甲爆雷による肉薄攻撃で3輌が撃破され、戦車隊は全滅してしまった。全滅したイギリス軍戦車兵の遺体はそのまま放置され、ようやくイギリス軍がマユ半島を奪還した1945年になってから遺骨が回収された。歩兵に対しては、陣地に接近するまで引き付けておいて、フレンドリーファイアを恐れたイギリス軍が砲撃を中止するのを待って壕から飛び出して白兵戦に巻き込んだ。またブレンガン・キャリアに対しては、敵味方の遺体に隠れていた日本軍兵士が躍り出て、車内に乗り込んで奪取するという武勇伝も演じ、これらの守備隊の激しい抵抗により第55インド歩兵旅団は大損害を被って退却していった。このようにドンベイク守備隊は寡兵ながらよくイギリス軍の攻撃を撃退して足止めに成功していた。

### 第55師団の戦場急行

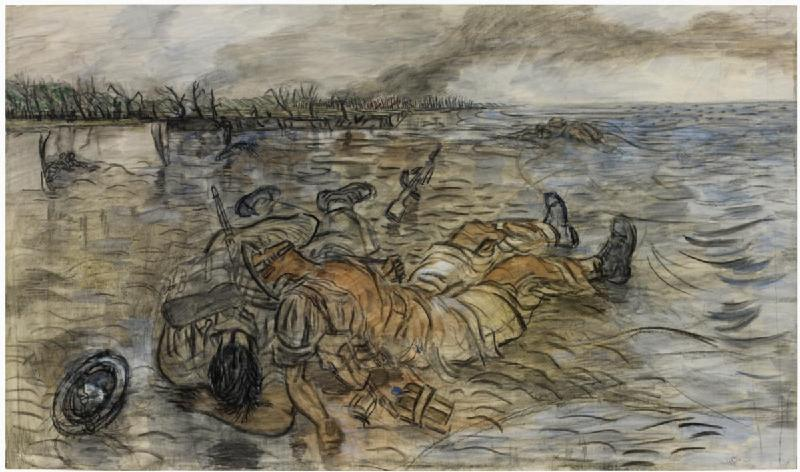
ドンベイクの海岸に横たわるイギリス軍歩兵の遺体を描いた絵画

イギリス軍侵攻開始の報を受け、第15軍はアキャブを守る宮脇支隊を、第33師団から第55師団へ転属させ、軍直属から第55師団の指揮下とした。師団長の古閑健中将はビルマに着任したばかりであったが、司令部のあるペグーから師団主力をもってアキャブ方面に向かうこととした。しかしビルマ内陸からアキャブまでは遠く、途中は海路での移動も必要な個所もあり、それまで宮脇支隊が持ち堪えられるかが勝敗を左右することとなった。アキャブ目前のドンベイクを宮崎支隊が死守していることは、大本営や南方軍も感心を持って見ており、第55師団は参謀長の久保宗治大佐をアキャブに空路で急派して状況把握に努めた。その間も第15軍司令部では、現状を維持するかマユ半島を放棄してアキャブ防衛に専念するかで意見が割れていたが、久保がドンベイクやラテドンで宮脇から死守を命じられた伊藤支隊が敢闘していることを報告すると、引き続きマユ半島南端を死守する方針で決定した。
第15軍はマユ半島に侵入してきたイギリス軍を現状を維持して南端で足止めしている間に、側方と後方から包囲して殲滅することとし、まずは第33師団第213連隊第1大隊（大隊長有延巌少佐）に山砲部隊を付けて、ビルマ中央のイラワジ河沿いのパコックから最高3,000ｍ級のアラカン山系を横断して、300㎞先のカラダン河谷のパレトワへの進出を命じ、まずはイギリス軍の退路を断つこととした。有延は「ビルマの三大隊長」の一人として名高く、軍司令部からの信頼も厚かった。その間に古閑は第55師団のアキャブへの進出を急いだが、タウンガップからは海路での移動が必要なのに対して、肝心の舟艇が十分な数を確保できず遅々として進まなかった。第15軍は日本海軍にも輸送支援を要請したが、ビルマで運用可能なのは第一南遣艦隊の一部であり、艦隊とは名ばかりで稼働艦は数隻に過ぎず、あまり期待はできなかった。それでも海軍は大発や駆潜艇まで投入して輸送に協力したが、イギリス軍の航空攻撃も活発で、2月10日には艦隊の主力艦である雁 (鴻型水雷艇)がラングーンにて爆撃により損傷しており、空襲を避けるため暗夜密航をせざるを得ず、輸送効率は上がらなかった。
そこで古関は1月24日に参謀を連れて一足先に空路でアキャブ入りすると早速防衛戦の指揮を執った。古関の見通しでは第55師団の殆どの戦力が2月末までにアキャブに到着する見込みであり、その間ドンベイクやラテドンでイギリス軍を足止めし、第55師団の主力が到着次第に反転攻勢に転じる計画であった。しかし、師団戦力の進出はさらに遅れて、このままでは予定の2月末でも1/3程度の戦力しか集結できない見通しとなった。そこで古関はドンベイクの防衛を強化すべく第213連隊第3大隊長の伊藤を派遣し、混成部隊の指揮を取らせることとした。また、アキャブに向かっていた歩兵第112連隊（善通寺連隊）長棚橋真作大佐を空路で一足先にラテドンに派遣し、同地を固守している歩兵第213連隊第2大隊の指揮を取らせるなど、マユ半島南端の防衛線を強化してイギリス軍の更なる足止めを図った。
その間、上記の通りドンベイクには戦車の支援を受けた第55インド歩兵旅団、ラテドンには第123インド歩兵旅団が攻撃してきたが、伊藤や棚橋は古閑の信頼に応えて戦力が勝っているイギリス軍を撃退した。古閑はさらに師団騎兵隊指揮官の川島吉蔵をアキャブに呼んでそのまま防衛の指揮を任せると、これまでアキャブで防衛戦全体の指揮を取っていた宮脇をドンベイクに送って同地の防衛戦に専念させることとした。そして、第55師団の部隊がアキャブに到着するたびに、宮脇支隊の残存部隊を防衛線に進出させて強化し、2月25日から開始されたイギリス軍のドンベイクに対する第4回目の総攻撃の撃退にも成功した。その間にイギリス軍の背後に向かって突進していた有延支隊は、急峻な山岳地帯や人跡未踏のジャングルをかき分けて、パコックを出発して40日後の2月21日に見事に300㎞を踏破して、カラダン河谷のカラダン部落に到達してイギリス軍の背後を脅かした。このように、日本軍の反撃体制が徐々に整っていった。

### 包囲殲滅戦

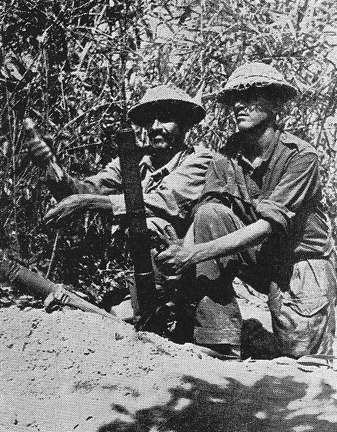
第14インド歩兵師団第1パンジャブ連隊のインド兵

3月に入ったころには第15軍の懸念事項は、包囲殲滅を狙っているイギリス軍侵攻部隊が、マユ半島での強力な抵抗と有延支隊による背後からの進撃で攻撃を諦めて撤退してしまうことであった。しかし、ウェーヴェルはまだ諦めておらず、アーウィンを督戦するために以下の指示を送った。
しかし、これまでドンベイクやラテドンを攻撃してきた部隊は損害多大と疲労困憊で後方に下げざるを得ず、ラテドンを攻撃してきた第123インド歩兵旅団の代わりには第71インド歩兵旅団を進出させ、最激戦地となったドンベイクには第55インド歩兵旅団に代えて、本来はアキャブの上陸作戦に投入される予定であった精鋭のイギリス第6歩兵旅団を投入した。イギリス第6歩兵旅団にはさらに第71インド歩兵旅団から1個連隊、第47インド歩兵旅団からも1個大隊が派遣されて合計6個歩兵大隊を有する極めて強力な部隊となり、アーウィンは強力なイギリス第6歩兵旅団をもってドンベイクを必ず攻略するようにロイドに命じた。
一方で日本軍は反撃体制に移行しつつあった。まずはドンベイクを死守してきた宮脇支隊をアキャブに後退させて、アキャブに進出してきた第55師団の部隊と交代し、第143連隊長の宇野節大佐がドンベイクの指揮を執った。アキャブに後退した宮脇支隊の歩兵第213連隊第3大隊長伊藤を指揮官とする集成部隊には第15軍から感状が送られた。ラテドンで防衛戦を指揮していた棚橋は、ラテドンの防衛隊と到着した第112連隊の主力に加えてドンベイクから転進してきた宮脇支隊も率いてマユ川河畔のチズエに向かい、そこからマユ川を渡河して一気にイギリス第6歩兵旅団を包囲することを命じられた。そして宮脇は、カラダン河谷でイギリス軍の後方を脅かしている有延支隊の指揮を執ることとなった。しかし、その動きに気が付かないロイドはイギリス第6歩兵旅団にドンベイクへの強攻を続けさせたが、今や強固に要塞化されていたドンベイクはイギリス軍を全く寄せ付けなかった。3月18日から開始された総攻撃ではロイヤルウェルチフュージリア連隊が攻撃したが、13人の将校と150人の兵士を失って撃退された。逆に守備隊に逆襲されることもあり、旅団長のロナルド・キャベンディッシュ准将が日本軍のお株を奪うような夜襲を命じて、どうにか膠着状態に持ち込むという有様だった。
3月20日に戦局挽回策を協議すべくウェーヴェルとアーウィンとロイドが第14インド歩兵師団司令部に集まったが、それぞれに悩みを抱えていた。アーウィンは隷下部隊の指揮官や兵士の士気が低下しているとの作戦上の悩みであったが、ウェーヴェルは兵士が利用していた売春宿の件で、カルカッタの司教に抗議されたことや、第4軍団直属の偵察隊が、ある部落の長老を日本軍に協力したと断じて殺害し部落を焼き払ってしまったことなど作戦外の事で頭を悩ませており、またロイドは2月中に娘を失っており悲しみに暮れていた。この不幸な会議の結論は雨季が到来するまでは攻勢を維持するが、その後はプチドンとマウンドーまで部隊を撤退させるということであった。しかし、アーウィンはまだドンベイク攻略を諦めておらず、今までやってきた絶対優勢な歩兵の力を使って狭い前線に集中するといった自分の戦法は正しいと確信しており、ドンベイクへの反復攻撃の許可を申し出た。ウェーヴェルはアーウィンの申し出を認めたが、アーウィンの戦術が正しいとしても、それを実際に指揮しているロイドを全く信用しておらず、「ロイドが指揮を執る限り、何を命令しても無駄だ。彼自身がそれを明らかに信じていないのだから」と断じ、ロイドの更迭を検討していた。
その間にも棚橋支隊は進撃を続けて3月25日早朝にマユ川渡河を開始、翌26日までには対岸のイギリス軍拠点を攻略して、ドンベイクを攻撃中のイギリス軍の背後に進出した。これでイギリス軍は撤退を開始するのではと古閑は危惧したが、イギリス第6歩兵旅団は撤退することなくドンベイクを攻撃し続けていた。日本軍が背後に出現したと知ったロイドは慌てて、先日決定したばかりの雨季までは攻勢を維持するという方針をあっさり破って、攻勢の正面にあった第47インド歩兵旅団の残存部隊に撤退を命じたが、それを知ったアーウィンはロイドから指揮権をはく奪し、休暇を無理やり取らせてインドに送り返すと自ら第14インド歩兵師団の指揮を執った。そして撤退命令を取り消すと第47インド歩兵旅団の残存部隊に「もちこたえよ」と命じたが、棚橋支隊はあっさり第47インド歩兵旅団を突破して4月3日にはベンガル湾の海岸線まで達し、棚橋は「棚橋支隊はベンガル湾波打際に達し、完全に敵の退路を遮断せり」と師団司令部に打電した。
棚橋支隊は海岸線を南下してインデンまで達すると、4月5日にドンベイクの攻略に失敗して撤退中であったイギリス第6歩兵旅団と鉢合わせとなった。4月6日に棚橋支隊は旅団司令部を急襲して、旅団長のキャベンディッシュ以下の司令部幕僚ら5～6人を捕虜とした。このことはすぐに「支隊は第6旅団長を捕虜にせり」と師団に報告されて第55師団司令部は大いに沸き、日本軍によるプロパガンダ番組「ゼロアワー」でパーソナリティの東京ローズがそのニュースを伝えたほどであったが、激戦は続いており、イギリス軍は北と南両方からインデンに向けて猛砲撃を浴びせていた。棚橋の連隊本部近くにも着弾して棚橋を含む連隊本部数名が負傷したが、尋問しようとしていたキャベンディッシュも味方の砲弾で戦死してしまった。これは、キャベンディッシュを尋問して軍事機密を聞き出そうと期待していた第55師団司令部を大いに失望させ、キャベンディッシュ戦死を知ったスリムは「（キャベンディッシュは）殺されるために捕虜になったようなものだ」と嘆いた。
インデンの戦いでイギリス第6歩兵旅団は大損害を被ったが、イギリス軍は猛砲撃で棚橋支隊を牽制し、その間に包囲されていたイギリス第6歩兵旅団や第47インド歩兵旅団は小部隊となってバラバラに退路を見つけて撤退し全滅は免れた。この様子を砲撃で負傷していた棚橋は見送るしかなかった。ここで棚橋支隊はキャベンディッシュ以外にも多くの捕虜を得たが、まだ激戦が続いている中でその対応に困惑して、一部の捕虜を殺害したという証言もある。このことは、イギリス軍内にも広がって、翌年のインパール作戦におけるコヒマの戦いでは、イギリス兵が投降を勧める日本軍に対し「彼らは人として当然尊重されるべきいかなる権利も無視しており、我々は彼らを根絶すべき害獣と見なしていた。我々は壁を背にしており、この命をできるだけ高く売りつける覚悟だった」と投降を拒否し徹底抗戦を誓わせるなど、イギリス兵の士気と日本軍に対する敵対心を却って高めることとなってしまった。
その後、ドンベイクを防衛していた宇野支隊も撤退するイギリス第6歩兵旅団を追ってマユ半島を北上した。ここで、スリムがアーウィンの惨敗に危機感を抱いて「戦場でこんなに惨めに思ったのは、稀なことであった。万事がとんでもない裏目に出て、これより悪くならぬよう懸命の努力をせねばならなかった」と作戦指揮に加わり、訓練未了を理由に攻撃に不参加でインドに待機していた第26インド歩兵師団の師団長シリル・ロマックス少将に、国境を越えてプチドンとマウンドーを防衛するように命じた。各地でイギリス軍を撃破してきた、棚橋支隊、宮脇支隊、宇野支隊はプチドンとマウンドーに迫りつつあったが、ロマックスはコンパス作戦、エクスポーター作戦、クルセーダー作戦に従軍した軍歴を誇る歴戦の指揮官でスリムの信頼も厚く、様々な戦術で日本軍進撃の遅滞を図り、最後はスリムの命令でプチドンを放棄してマウンドーの防衛に徹して日本軍の攻撃を食い止めたが、日本軍が後方の基地に航空攻撃を加えたことで、補給や輸送に従事していた労務者が逃げ散ってしまい、スリムはこのまま籠城しても全滅するだけと判断してロマックスに撤退を命じた。しかしロマックスの防衛戦によって多くのイギリス軍敗残部隊が無事にインドに撤退することができた。5月14日に棚橋支隊がマウンドーを占領し、イギリス軍は1942年10月時点の作戦開始線まで戻されることとなった。その後に、東ジャワ島からビルマに移動した歩兵第111連隊が一時的に国境を越えインド領内に踏み込んだが、連隊にはインド国民軍兵士が同行しており、感激のあまり祖国の土を持って帰っている。

## 損害と戦果

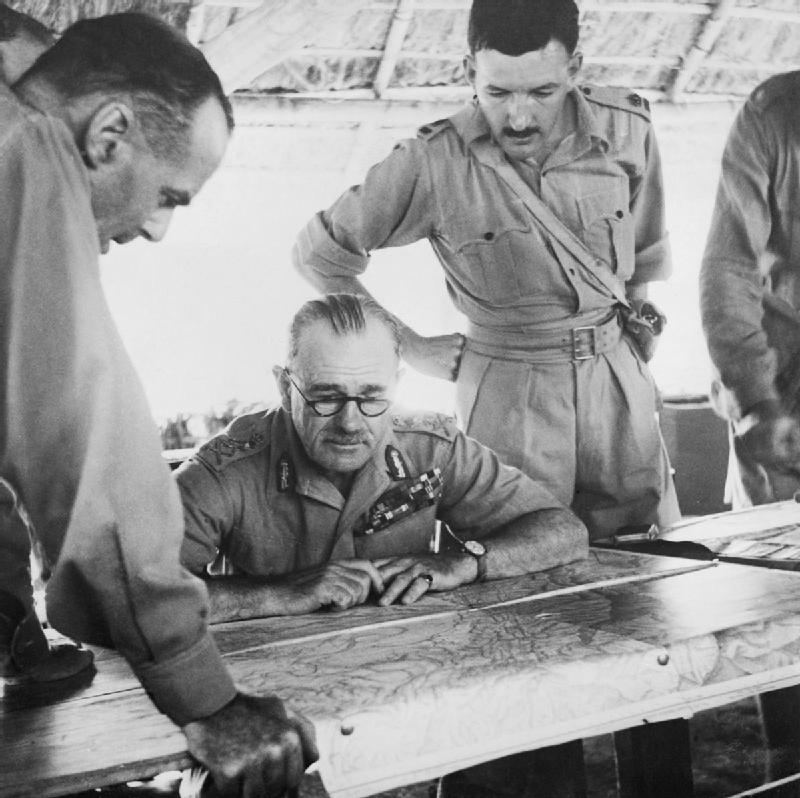
作戦協議をするインド軍最高司令官アーチボルド・ウェーヴェル元帥

アーウィンと対立し作戦に積極的には関与しなかったスリムは「戦死、負傷、行方不明の実際の損失は約2500とそんなに大きくない。敵に大打撃を与えなかったにしても、敵も相当の痛手を受けたのである」として敗北を過小評価していたが、作戦を指揮したアーウィンはそりが合わなかった部下のスリムに対して「（イギリス軍）17個大隊が、たぶん6個大隊の敵に追い回された結果の悲しい現実の記録である」と作戦を恥じ入った報告書を送っている。イギリス軍死傷者はスリムの見立ての倍以上になる5,057人にも上り、作戦を指揮したアーウィンは敗因を作戦指揮ではなく兵士や部隊の質と考えて「在インド陸軍とインド・ビルマ国境作戦に関する問題点」という手記を書いたが、そのなかで「例外なく部隊は、ジャングル地域では日本軍の歩兵の50％の価値もなかった」「部隊の質の悪さについて報告を持っており、敵前で通常許すべからざる卑怯な行動を自分で例示し得る。これがアラカン作戦では耐えがたい限度に達し、部隊の水準が任務に適さないという事実を認めざるを得なかった」と責任転嫁した。この後もアーウィンは弁明に追われたのち、病気休養として更迭されイギリス本国に帰国し、第14インド歩兵師団長ロイドも解任された。ウェーヴェルはこの敗戦を以下の様に締めくくった。
日本軍側の戦死者数は611名、戦傷者数は1,165名、合計1,775名（参加部隊の30％）であった。日本側はイギリス軍の損失として遺棄死体4,789名、捕虜483名（将校3人を含む）、戦車・装甲車40両及び自動車73両の鹵獲したとし、敵精鋭旅団6個を壊滅させたとして大勝利を報じた。こうして5か月にも渡った作戦は日本軍の快勝で幕を閉じた。これは、1943年以降で日本軍がイギリス軍に明らかに勝利した最後の戦いとなってしまったが、この快勝がイギリス軍をより慎重にさせてビルマへの本格的な反攻を1年以上遅らせることに成功した。しかし、その間にイギリス軍は「日本軍侮りがたし」と反省し、この敗北を分析して戦術や装備を一新させて再び日本軍に挑んできたのに対して、逆に日本軍はこの勝利に慢心して、イギリス軍を侮るようになったこと、また、大量の物資を鹵獲したことによって「チャーチル給与」などと称し、作戦計画で安易に敵からの鹵獲品をあてにするようになってしまった。本戦闘でのイギリス軍は、前年に脆くもビルマから駆逐されたイギリス軍よりも明らかに強化されており、数を惜しむことのない弾薬消費、膨大な軍需物資の携行、定期的な第一線部隊の交代と兵士の余裕など、油断のならない難敵になりつつあるという傾向は第一線部隊や一部の軍参謀は実感していたものの、これが今後の作戦に特段活かされることはなく、翌年の第二次アキャブ作戦やインパール作戦の悲劇を招くこととなった。